# Strada Seiler nr. 8
Strada Seiler nr. 8 (titlul original: în germană Seilergasse 8) este un film polițist german, realizat în 1960 de regizorul Joachim Kunert, protagoniști fiind actorii Martin Flörchinger, Manja Behrens, Dieter Perlwitz, Dietrich Kerky. 

## Conținut
Tânăra Lisa Gau este găsită moartă în apartamentul ei de pe strada Seilerg 8 din Rostock. Un flacon gol de Veronal  și un pahar cu apă pe noptieră sugerează sinucidere. Căpitanul Schirding, care locuiește în aceeași casă, este încredințat cu investigarea cazului de către Departamentul K (criminalistică) al Volkspolizei. La prima vedere, colegul său, tehnicianul criminalist Kurt Lisowski, suspectează că Lisa a fost ucisă: nu există amprente pe sticlă, pe paharul de apă de pe noptieră, iar o substanță ciudată este lipită de lingură. După autopsie se confirmă suspiciunea că Lisa a fost otrăvită cu cianură și că era însărcinată în luna a șasea. Ancheta arată că cianura provine de la spitalul universitar, al cărui dulap de medicamente a fost spart. Fiul lui Schirding, Peter, student la medicină, a făcut acolo practica. De asemenea, o carte care îi aparținea, a fost găsită la Lisa în locuință, el având o relație cu Lisa câteva luni în urmă! Când tatăl său începe să-l suspecteze indirect, Peter, care nu mai avea o relație bună cu el fiind mai mult absent de acasă, părăsește indignat casa. 
Se mută la prietenul său Werner Hallgast, care studiază construcții navale. 
Albert vrea să predea dosarul pentru că nu vrea să-și cerceteze propriul fiu, dar atât colegii cât și soția sa îl fac să se răzgândească. Treptat devine clar că Lisa Gau avea mai mulți prieteni. O pistă duce la un macaragiu din șantierul naval „Warnow”, alta la un marinar care lucrează pe nava „MS Erfurt”. Iar Peter descoperă urmele care duc la prietenul său Werner, care are mai multe fapte dubioase de ascuns.

## Distribuție
- Martin Flörchinger – Albert Schirding, căpitan de poliție
- Manja Behrens – doamna Schirding, soția sa
- Dieter Perlwitz – Peter Schirding, fiul lor, student la medicină
- Rudolf Ulrich – Herbert Zallner
- Dietrich Kerky – Werner Hallgast, prietenul lui Peter, student la construcții navale
- Albert Garbe – inginerul Schlehufer, un vecin
- Amy Frank – doamna Milbe
- Norbert Christian – domnul Müller-Preuß
- Doris Abeßer – Barbara Regner
- Charlotte Brummerhoff – doamna Schlehufer
- Sylva Schüler – doamna Müller-Preuß
- Rolf Herricht – Kurt Lisowski, tehnician criminalist
- Johannes Arpe – profesorul Horn
- Gerlind Ahnert – vânzătoarea tânără
- Werner Lierck – Heinzi, matrozul beat
- Marianne Wünscher – prietena sa
- Horst Schön – domnul Bristel
- Lore Frisch – doamna Bristel
- Friedrich Richter – pensionarul Milbe
- Jochen Diestelmann – căpitanul de la poliția de frontieră
- Erich Franz – Petersen
- Karl Kendzia – anticarul
- Arno Wyzniewski – clientul din anticariat
- Peter A. Stiege – șeful de șantier
- Otto Krone – meistrul de pe șantierul naval „Warnow”
- Heinz Isterheil – chimistul dr. Linnert
- Hans Fiebrandt – dispecerul companiei de transport maritim
- Walter E. Fuß – primul ofițer de pe „Wismar”
- Erich Fritze – locotenentul major de la poliția de frontieră